# Napier Dagger

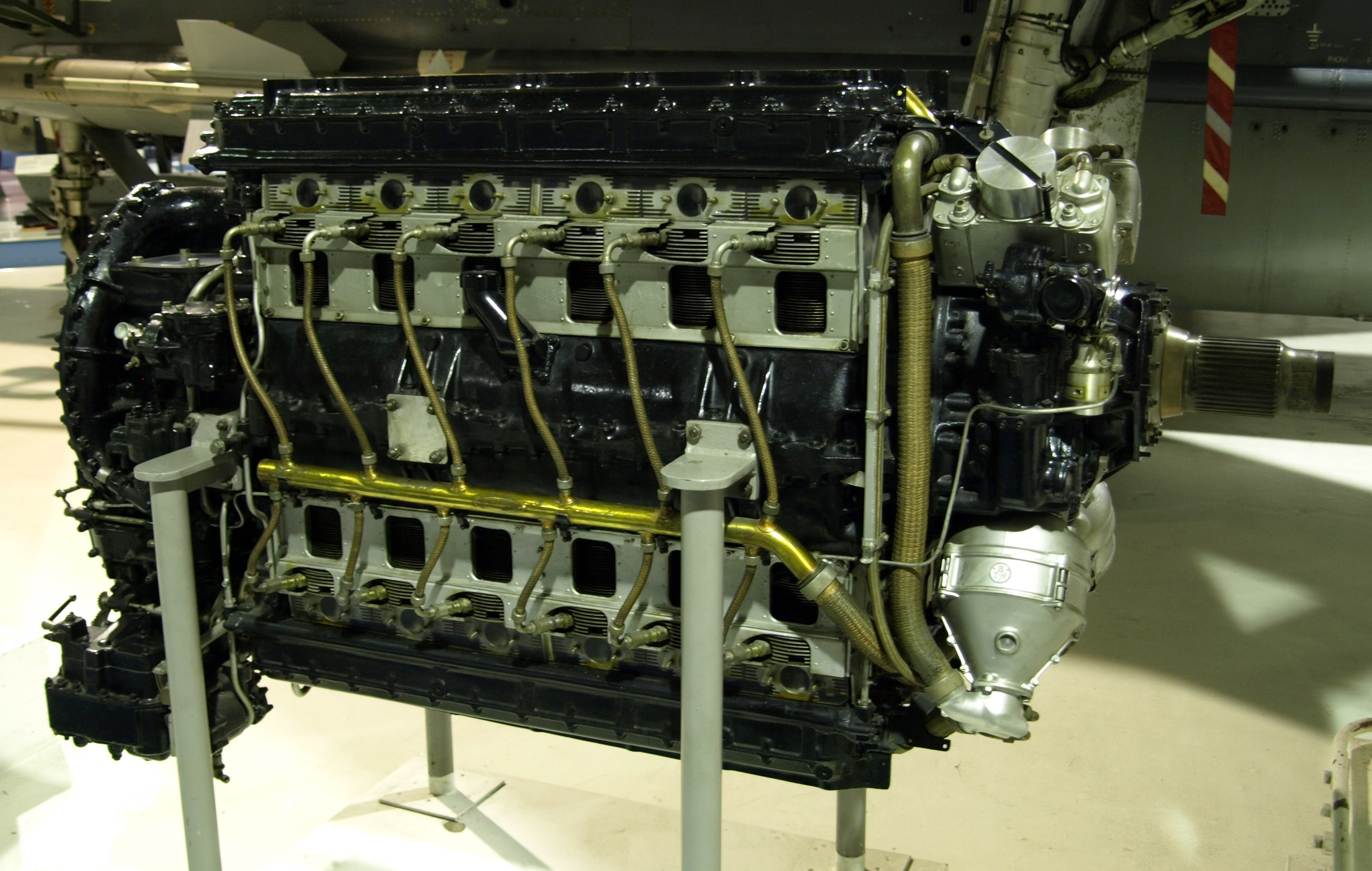
Napier Dagger
H-Motor mit 24 Zylindern

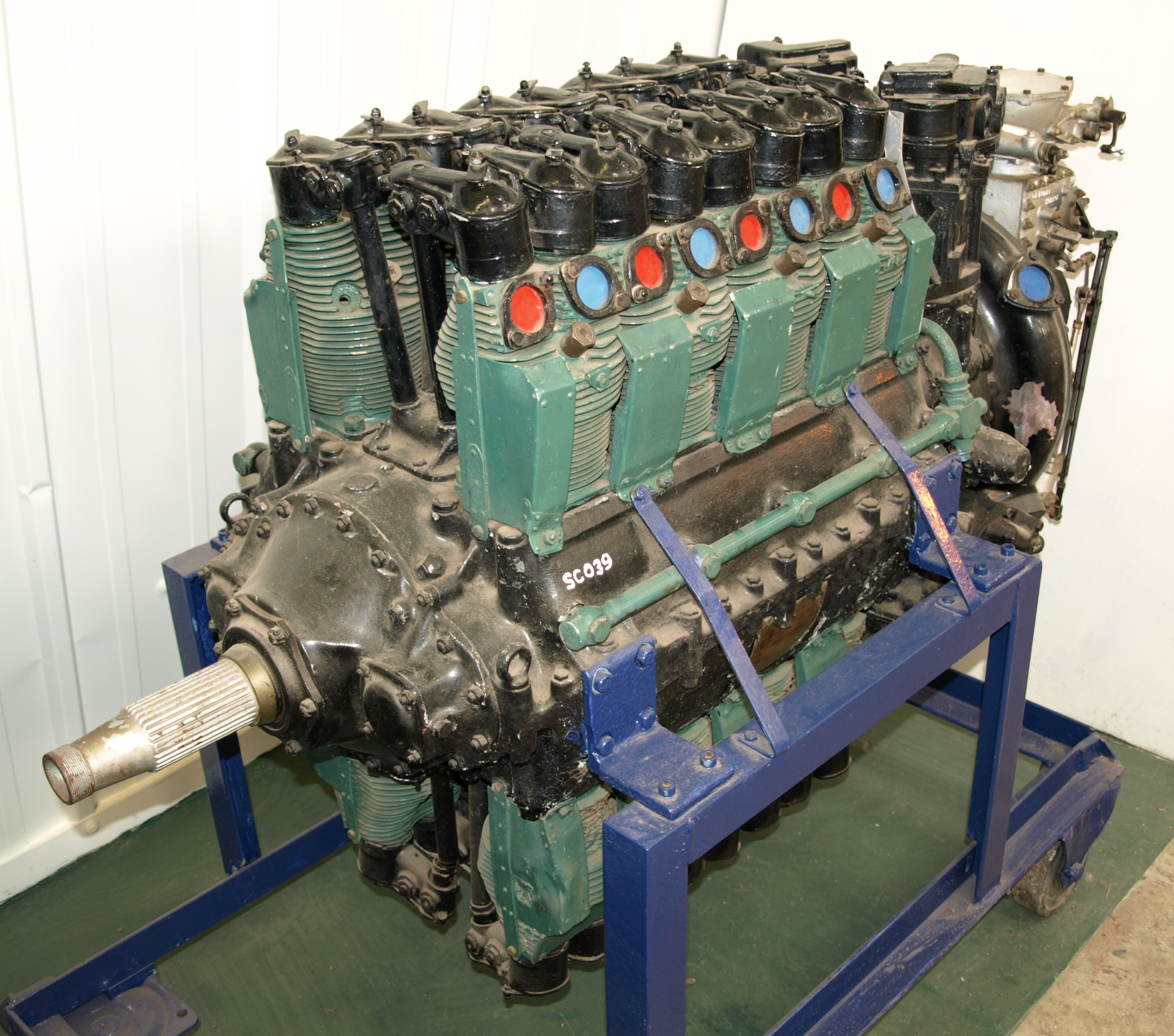
Napier Rapier
H-Motor mit 16 Zylindern

Der Napier Dagger war ein 24-Zylinder-Flugmotor von Napier & Son.

## Geschichte
Das Management von Napier & Son stellt 1929 den freiberuflichen Konstrukteur Frank Halford ein. Halford entwarf einen H-Motor mit sehr vielen kleinen luftgekühlten Zylindern und außerordentlich hohen Drehzahlen, der anders war als alle vorhergehenden Entwicklungen bei Napier. Dieser als Napier Rapier bezeichnete Motor hatte 16 Zylinder, je vier in Reihe, und zwei Kurbelwellen, die über ein Getriebe die mittig angeordnete Propellerwelle antrieben.
Der Rapier war der Vorläufer des Dagger, der 24 geringfügig größere Zylinder in H-Anordnung hatte. Der Hubraum betrug 16,84 L. Die ersten Versionen aus dem Jahr 1934 lieferten 635 PS. Spätere Versionen aus dem Jahr 1936 lieferten bei 4000/min bereits 950 PS. Die beispielsweise im Handley Page Hampden eingebauten Dagger VIII leisteten in 2600 m Höhe 1000 PS und erreichten die damalige „magische Grenze“ von einem PS pro Kubikzoll Hubraum.
Der Dagger war eine komplizierte Maschine. Es gab zu damaliger Zeit wesentlich simpler aufgebaute Motoren mit gleich hoher Leistung. Des Weiteren entwickelte der Dagger sehr viel Lärm und war recht unzuverlässig.

## Technische Daten
Napier Dagger
- Bauart: luftgekühlter aufgeladener 24-Zylinder-Flugmotor in H-Bauweise
- Hubraum: 16,84 l
- Bohrung: 97 mm
- Hub: 95 mm
- Leistung: 635–1000 PS (bei 4000/min)

## Anwendung
- Handley Page Hereford